# Galveston
Galveston je pobřežní město v americkém státě Texas, rozléhající se na stejnojmenném ostrově. Se svými 53 695 obyvateli je to druhé nejlidnatější a zároveň i hlavní město Galvestonského okresu. Město je pojmenováno po španělském vojevůdci Bernardu de Gálvezi. První Evropané začali ostrov osidlovat již v roce 1816, v roce 1825 zde byl vybudován Mexičany přístav (po dosažení nezávislosti na Španělsku). V letech 1835–1836 sehrál přístav velkou roli v texaské revoluci jako hlavní přístav texaského námořnictva a hlavní město Texaské republiky.
V 19. století byl Galveston jedním z největších hospodářských center a přístavů Spojených států. V letech 1850–1920 se přes tento přístav přistěhovaly do Ameriky desítky tisíc Texaských Čechů.
Město proslavil nechvalně hurikán z roku 1900, který zdevastoval město a zabil až 12 000 lidí a dodnes je považován za jednu z nejsmrtelnějších katastrof v historii USA.